# Bahnhof Tauberbischofsheim
Der Bahnhof Tauberbischofsheim liegt an der Bahnstrecke Lauda–Wertheim und ist der Bahnhof von Tauberbischofsheim, der Kreisstadt des Main-Tauber-Kreises in Baden-Württemberg. Das ehemalige Bahnhofsgebäude, das heute als Euro Akademie genutzt wird, steht unter Denkmalschutz.

## Lage
Das ehemalige Empfangsgebäude befindet sich in der Bahnhofsstraße 17.

## Geschichte

### Bahnstation
Der Bahnhof Tauberbischofsheim wurde von den Großherzoglich Badischen Staatseisenbahnen von 1866 bis 1868 errichtet. Nachdem 1866 die Grundsteinlegung des Empfangsgebäudes stattgefunden hatte, verzögerten sich jedoch die Bauarbeiten vor Ort durch den Deutschen Krieg mit dem Gefecht bei Tauberbischofsheim. Da das Empfangsgebäude bei der Eröffnung der Bahnstrecke am 10. Oktober 1867 noch nicht vollendet war, wurde ein provisorisches Gebäude aus Neckarelz per Bahn nach Tauberbischofsheim transportiert und vorübergehend aufgestellt. Im Jahre 1868 konnten schließlich die ersten Bahnmitarbeiter ihren Dienst im neu errichteten Gebäude antreten.
Die Großherzoglich Badische Bahnbauinspektion Lauda baute ab 1902 einen neuen Güterschuppen mit Wendekränen und Verladeplatz, der noch bis in die 1980er Jahre als Güterbahnhof Tauberbischofsheim genutzt wurde. 1906 wurden drei Signalstellwerke in Betrieb genommen. Bis zum Ende des Ersten Weltkriegs im Jahr 1918 war der Bahnhof Tauberbischofsheim Sitz eines Großherzoglich Badischen Eisenbahnamts. Das Empfangsgebäude verfügte über einen Wartesaal für die erste und zweite Klasse sowie einen weiteren Wartesaal für die dritte Klasse (später als Bahnhofsgaststätte genutzt). Im Erdgeschoss gab es ein Gepäckbüro, ein Fahrdienstleiterbüro und das Büro des Stationsverwalters.
1977 wurde der Bahnhof Tauberbischofsheim eine Außenstelle des Bahnhofs Lauda, womit nach 110 Jahren die Selbstständigkeit der Station endete. Im Jahre 1987 renovierte die Deutsche Bundesbahn das Empfangsgebäude und den Bahnsteig für etwa 100.000 DM. Am 31. August 1998 wurde schließlich der Fahrkartenschalter im Empfangsgebäude geschlossen, das Gebäude wurde von der Deutsche Bahn AG später verkauft. Im Bahnhof Tauberbischofsheim fanden zwischen 1999 und 2010 umfassende Um- und Rückbauten der Gleisanlagen statt.

### Bahnstrecke Tauberbischofsheim-Königheim
Die ehemalige Bahnstrecke Tauberbischofsheim–Königheim zweigte ab dem 1. Dezember 1914 kurz nach dem Bahnhof Tauberbischofsheim als 6,4 km lange eingleisige Nebenbahn als Stichstrecke in Tauberbischofsheim von der Strecke Lauda–Wertheim ab. Der Personenverkehr endete am 26. Mai 1968, der Güterverkehr am 31. Dezember desselben Jahres. Der Abschnitt bis zum Industriegebiet am Bahnhof Dittwar blieb bis in die 1990er Jahre als Anschlussgleis erhalten. Der geplante Anschluss bis zur Bahnstrecke Walldürn–Hardheim konnte nie fertiggestellt werden.

### Heutige Nutzung und Modernisierungsmaßnahmen
Das Empfangsgebäude wird seit 2007 nach kurzer Umbauzeit als Schule für Sozialpädagogik der Euro Akademie genutzt.
Durch umfangreiche Modernisierungsmaßnahmen von 2013 bis 2014 wurden am Bahnhof Tauberbischofsheim die Bahnsteige an den Gleisen 1 und 2 erneuert sowie auf 55 cm erhöht, um einen barrierefreien Ein- und Ausstieg in die Züge zu ermöglichen. Seit April 2014 wird der Bahnbetrieb vom Zentralstellwerk Miltenberg aus gesteuert.

## Personenverkehr
| Zuggattung | Linienverlauf                                                                                             | Taktfrequenz    |
| ---------- | --- | --------------- |
| RE         | Main-Tauber-Express: Aschaffenburg – Wertheim – Tauberbischofsheim – Lauda – Bad Mergentheim – Crailsheim | Zweistundentakt |
| RB         | Wertheim – Tauberbischofsheim – Lauda                                                                     | Zweistundentakt |

(Stand 2020)

## Denkmalschutz
Das ehemalige Bahnhofsgebäude mit Güterschuppen, das Stellwerk, das Aborthäuschen, sowie der Streckenabschnitt bei Tauberbischofsheim und die Brücken bei Bahnstrecken-km 6,964 und km 7,039 stehen als Teil der Sachgesamtheit "Badische Taubertalbahn" unter Denkmalschutz. Das inzwischen abgerissene Schrankenwärterhaus stand ebenfalls unter Denkmalschutz.